# Zin in de zomer man
Zin in de zomer man is een lied van de Nederlandse rappers Bizzey en Kraantje Pappie en de Nederlandse zanger Rolf Sanchez. Het werd in 2023 als single uitgebracht en stond in hetzelfde jaar als negende track op het album Four Juno van Bizzey.

## Achtergrond
Zin in de zomer man is geschreven door Leo Roelandschap, Alex van der Zouwen en Roelof Wienk en geproduceerd door Marcel Kosic, Rocco Smith, Bart Goris en Martijn van Sonderen. Het is een nummer uit het genre nederhop. In het lied rappen en zingen de artiesten over hoeveel zin zij hebben in de zomer. Het nummer samplet het lied Ameyatchi van Mathey uit 1996. De bijbehorende videoclip kan worden gezien als een parodie op de televisieseries New Kids en Temptation Island. Voordat het lied door de heren als single werd uitgebracht en de clip werd gemaakt, ging het nummer al viraal op mediaplatform TikTok, net als het lied dat werd gesampled. Zin in de zomer man werd bij radiozender NPO FunX uitgeroepen tot DiXte track van de week. De single heeft in Nederland de gouden status.
Het is de eerste keer dat de drie artiesten tegelijkertijd op een nummer te horen zijn. Wel werd er onderling al samengewerkt. Bizzey en Kraantje Pappie hadden samen meerdere hits samen, onder andere De manier, Traag, Ja!, Ik heb je nodig, Drup, Last man standing en Hockeymeisjes. Kraantje Pappie en Rolf Sanchez waren eerder beiden te horen op Missen zou. Voor Rolf Sanchez en Bizzey was het de eerste keer dat ze met elkaar samenwerkten.

## Hitnoteringen
De artiesten hadden succes met het lied in de hitlijsten van Nederland. Het piekte op de achtste plaats van de Single Top 100 en stond zeventien weken in deze hitlijst. In de Nederlandse Top 40 kwam het tot de zeventiende plaats in de acht weken dat het er in te vinden was.